# Schortewitz
Schortewitz ist eine Ortschaft in der Stadt Zörbig im Landkreis Anhalt-Bitterfeld in Sachsen-Anhalt. Bis zum 28. Februar 2009 war Schortewitz eine eigenständige Gemeinde in der Verwaltungsgemeinschaft Südliches Anhalt. Die ehemalige Gemeinde umfasste 6,52 km², auf der 633 Einwohner lebten (Stand: 31. Dezember 2015).

## Geografie
Schortewitz in der Fuhneniederung liegt etwa sieben Kilometer vom Kern der Stadt Zörbig entfernt, großräumiger gesehen zwischen Halle (Saale) und Köthen (Anhalt). Die Fuhne bildet die Grenze zum Saalekreis.

## Geschichte
Die Rampenkiste, einst auf dem Windmühlenberg gelegen, ist der älteste Beleg menschlicher Aktivität im Gebiet um Schortewitz. Die bedeutenden, 1913 von Walter Götze ausgegrabenen, archäologischen Funde aus dem Großsteingrab Heidenberg befinden sich heute im Prähistorischen Museum in Köthen.
Schortewitz wurde erstmals im Jahr 1156 als Solowice urkundlich erwähnt. Nördlich der Fuhne gelegen, gehörte der Ort im Gegensatz zu Zörbig historisch immer zu Anhalt.
1844 lebten 266 Menschen in Schortewitz.
Bis zur Eingemeindung nach Zörbig am 1. März 2009 gehörte Schortewitz der Verwaltungsgemeinschaft Südliches Anhalt an.

## Politik
Am 21. September 2008 wurde eine vom Gemeinderat von Schortewitz beschlossene Bürgeranhörung durchgeführt. Hierbei hat sich eine deutliche Mehrheit für die Eingemeindung in die Stadt Zörbig entschieden. Diese wurde im Januar 2009 vom Landkreis Anhalt-Bitterfeld genehmigt und am 1. März 2009 vollzogen.
Der letzte Schortewitzer Gemeinderat setzte sich aus fünf Ratsfrauen und Ratsherren zusammen.
- Unabhängige Wählergemeinschaft 4 Sitze
- Einzelbewerber 1 Sitz

(Stand: Kommunalwahl am 5. September 2019)
Der jetzige ehrenamtliche Bürgermeister ist Martin Rausch.

## Sehenswürdigkeiten
- Kirche St. Laurentius, 1330 erbaut
- Großsteingrab Heidenberg

siehe auch Liste der Kulturdenkmale in Schortewitz

## Persönlichkeiten
- Bernhard Eichhorn (1904–1980), Kapellmeister und Filmkomponist, in Schortewitz geboren
- Ulli Schwinge (1955-), Liedermacher und Künstler, tätig in Schortewitz